# Nazionale femminile di pallacanestro del Venezuela
La nazionale femminile di pallacanestro del Venezuela, selezione delle migliori giocatrici di pallacanestro di nazionalità venezuelana, rappresenta il Venezuela nelle competizioni internazionali femminili di pallacanestro organizzate dalla FIBA ed è gestita dalla Federazione cestistica del Venezuela.

## Piazzamenti

### Campionati americani
- 1999 - 8º
- 2009 - 7º
- 2013 - 8º
- 2015 - 5º
- 2017 - 9º

- 2021 - 6º
- 2023 - 6º

### Campionati sudamericani
- 1970 - 8º
- 1981 - 7º
- 1984 - 7º
- 1989 - 6º
- 1997 - 6º

- 1999 -  3º
- 2001 - 6º
- 2003 - 4º
- 2005 - 4º
- 2006 - 6º

- 2008 - 4º
- 2010 - 6º
- 2013 - 4º
- 2014 -  3º
- 2016 -  2º

- 2018 - 5º
- 2022 - 4º
- 2024 - 4º

### Campionati centramericani
- 1971 -  3°
- 1977 - Ritirata
- 1981 - 5°

### Giochi panamericani
- 1983 - 5º
- 2015 - 7º

## Formazioni

### Campionati americani
Template:Venezuela femminile di pallacanestro ai campionati americani 1999
Campionato americano femminile di pallacanestro 20094 Silva, 5 Y. Díaz, 6 Requena, 7 Dolande, 8 F. Díaz, 9 Renault, 10 Guerra, 11 Ylarraza, 12 C. Blanco, 13 E. Blanco, 14 Villarroel, 15 Cabrices,        All. Enrique Gil
Campionato americano femminile di pallacanestro 20134 Requena, 5 Silva, 6 Corrales, 8 Márquez, 9 Wallen, 10 Ortega, 11 Torres, 12 Blanco, 13 Landaeta, 14 Pérez, 15 Marcano,        All. Óscar Silva
Campionato americano femminile di pallacanestro 20155 Silva, 6 Corrales, 7 García, 8 Márquez, 9 Wallen, 10 Ortega, 11 Durán, 12 Blanco, 13 Gárate, 14 Pérez, 16 Polanco, 17 Araujo,        All. Óscar Silva
Campionato americano femminile di pallacanestro 20174 García, 6 Corrales, 8 Márquez, 9 Wallen, 10 Ortega, 11 Durán, 12 Renault, 13 Gárate, 14 Pérez, 15 Marcano, 16 Betancourt,        All. Óscar Silva
Campionato americano femminile di pallacanestro 20211 Chile, 2 Rivera, 6 Corrales, 7 Zapata, 9 Wallen, 10 Arias, 11 Polanco, 12 Veliz, 14 Pérez, 15 Marcano, 22 Fajardo, 24 Díaz,        All. Eduardo Pinto
Campionato americano femminile di pallacanestro 20232 Rivera, 3 Pico, 6 Corrales, 7 Díaz, 8 Márquez, 9 Wallen, 11 Durán, 13 Urbina, 14 Pérez, 19 Quevedo, 22 Fajardo, 25 Martínez,        All. Eduardo Pinto

### Campionati sudamericani
Template:Venezuela femminile di pallacanestro ai campionati sudamericani 2005
Campionato sudamericano femminile di pallacanestro 20064 Díaz, 6 Espinoza, 7 Blanco, 8 Márquez, 10 Monasterio, 11 Ja. Castillo, 12 Je. Castillo, 13 Guerra, 14 Villarroel, 15 Hernández,        All. -
Campionato sudamericano femminile di pallacanestro 20084 Requena, 5 Silva, 6 Corrales, 7 Cabrices, 8 Márquez, 9 Guerra, 10 Barragán, 11 Castillo, 12 Blanco, 13 Bolívar, 14 Villarroel, 15 Hernández,        All. Enrique Gil
Campionato sudamericano femminile di pallacanestro 20104 Velásquez, 5 Silva, 6 Corrales, 8 Durán, 9 Pérez, 11 Bolívar, 12 C. Blanco, 13 E. Blanco, 14 Villarroel, 15 Ilarraza,        All. Enrique Gil
Campionato sudamericano femminile di pallacanestro 20134 Requena, 5 R. Silva, 6 Corrales, 7 Guerra, 8 Márquez, 9 Wallen, 10 Ortega, 11 Durán, 12 Blanco, 13 Gárate, 14 Pérez,        All. Óscar Silva
Campionato sudamericano femminile di pallacanestro 20144 Polanco, 5 Silva, 6 Corrales, 7 Tazón, 8 Márquez, 9 Wallen, 10 Ortega, 11 Durán, 12 C. Blanco, 13 E. Blanco, 14 Pérez, 15 Marcano,        All. Óscar Silva
Campionato sudamericano femminile di pallacanestro 20164 Landaeta, 5 Silva, 6 Corrales, 7 García, 8 Márquez, 9 Wallen, 10 Ortega, 11 Durán, 13 Gárate, 14 Pérez, 15 Renault, 16 Rivas,        All. Óscar Silva
Campionato sudamericano femminile di pallacanestro 20182 Rivera, 4 Betancourt, 6 Corrales, 7 Zapata, 8 Márquez, 9 Wallen, 10 Ortega, 11 Durán, 12 Renault, 13 Gárate, 14 Pérez, 16 Zamaro,        All. Jesús Rafael
Campionato sudamericano femminile di pallacanestro 20222 Chile, 3 Pico, 4 Betancourt, 6 Corrales, 7 Zapata, 8 Márquez, 9 Wallen, 11 Durán, 12 Martínez, 14 Pérez, 22 Fajardo, 24 Díaz,        All. Eduardo Pinto
Campionato sudamericano femminile di pallacanestro 20241 Chile, 2 Rivera, 3 Pico, 4 Betancourt, 7 Díaz, 9 Wallen, 11 Durán, 13 Urbina, 14 Pérez, 15 Rudas, 17 Herlihy, 22 Fajardo,        All. Eduardo Pinto

### Giochi panamericani
Pallacanestro femminile ai IX Giochi panamericani4 Y. Meléndez, 5 Pannarale, 6 Espinoza, 7 Ereu, 8 Casado, 9 R. Meléndez, 10 Riera, 11 Cortez, 12 Valera, 13 Velasco, 14 Arteaga, 15 Cabrera,        All. -
Pallacanestro femminile ai XVII Giochi panamericani4 Landaeta, 5 Silva, 6 Corrales, 7 García, 8 Márquez, 9 Wallen, 10 Ortega, 11 Durán, 12 Blanco, 13 Gárate, 14 Pérez, 15 Polanco,        All. Óscar Silva